# Kék lombjáró
A kék lombjáró avagy égszínkék poszáta, (Setophaga cerulea) a madarak osztályának verébalakúak (Passeriformes) rendjébe és az újvilági poszátafélék (Parulidae) családjába tartozó faj.
Elsőként megadott magyar nevéhez nincs forrás.

## Rendszerezése
A fajt Alexander Wilson amerikai ornitológus írta le 1810-ben, a Sylvia nembe Sylvia cerulea néven. Sorolták a  Dendroica nembe  Dendroica cerulea néven.

## Előfordulása
Kanadában (Québec és Ontario), valamint az Amerikai Egyesült Államokban (Nebraska, Texas, Louisiana, Mississippi, Alabama és Georgia) fészkel, telelni Mexikón, a Bahama-szigeteken, Barbadoson, Belizén, Costa Ricán, Kubán, Guatemalán, Hondurason, Jamaicán és Panamán keresztül, Bolívia, Ecuador, Kolumbia, Peru és Venezuela területére vonul. Kóborlásai során eljut Brazíliába, Arubára, Bonairéra, Curaçaóra, Puerto Ricóba, valamint Trinidad és Tobagóra is
Mérsékelt övi erdőkben költ, gyakran mocsarak közelében, a telet szubtrópusi és trópusi esőerdőkben tölti.

## Megjelenése
Testhossza 12 centiméter, szárnyfesztávolsága 20 centiméter, testtömege 8–10 gramm.

## Életmódja
Főleg rovarokkal és pókokkal táplálkozik.

## Természetvédelmi helyzete
Elterjedési területe rendkívül nagy, de egyedszáma csökken. A Természetvédelmi Világszövetség Vörös listáján mérsékelten fenyegetett fajként szerepel.